# Erysimum croceum
Erysimum croceum är en korsblommig växtart som beskrevs av Mikhail Grigoríevič Popov. Erysimum croceum ingår i släktet kårlar, och familjen korsblommiga växter. Inga underarter finns listade i Catalogue of Life.